# غويلرمو جارا
غويلرمو جارا (بالإنجليزية: Guillermo Jara)‏ هو لاعب كرة قدم أمريكي في مركز الهجوم، ولد في 20 أكتوبر 1973 في ساكرامنتو في الولايات المتحدة. شارك مع منتخب الولايات المتحدة تحت 23 سنة لكرة القدم. أما مع النوادي، فقد لعب مع تامبا باي موتيني وكولورادو رابيدز ولوس أنجلوس غلاكسي.